# Ciaran Fitzgerald
Ciaran Fintan Fitzgerald (Loughrea, 4 de junio de 1952) es un militar, exrugbista y entrenador irlandés que se desempeñaba como hooker. Representó al XV del Trébol de 1979 a 1986, fue su capitán y los dirigió de 1990 a 1992.

## Biografía
Estudió en la Universidad Nacional de Irlanda, Galway donde obtuvo un título de grado en 1973. Ingresó a las Fuerzas de Defensa Irlandesas y por su profesión se convirtió en oficial del Ejército Irlandés.
Luego de su retiro deportivo se unió al Partido Laborista y trabajó como ayudante de campo del presidente Patrick Hillery.

## Carrera
Debutó a nivel provincial con el Connacht Rugby en la temporada 1974-75 y jugó en ella hasta su retiro en la temporada 1985-86.

### Selección nacional
Noel Murphy lo convocó al XV del Trébol para la gira por Australia 1979 y debutó ante los Wallabies como titular.
Fue capitán en la obtención de la Triple Corona en 1982, por vez primera en 33 años y otra vez en 1985. Se retiró al finalizar el Torneo de las Cinco Naciones 1986.

### Leones Británicos
En 1983 el técnico escocés Jim Telfer, lo seleccionó a los Leones Británicos e Irlandeses para disputar la gira a Nueva Zelanda. Fitzgerald fue el capitán ante los All Blacks y jugó todos los partidos de prueba, los neozelandeses dieron la mayor paliza y hasta hoy es la peor gira de los últimos 55 años.

## Entrenador
En 1990, con la renuncia de Jim Davidson y debido a su anterior capitanía, la Unión de Rugby Fútbol de Irlanda lo eligió nuevo entrenador en jefe de la selección. Su nombramiento fue polémico por carecer de experiencia.
Tuvo como asistente a un joven Eddie O'Sullivan y fue despedido tras el Torneo de las Cinco Naciones 1992, donde el combinado obtuvo la cuchara de madera.

### Participaciones en Copas del Mundo
Dirigió en Inglaterra 1991, donde Irlanda jugó casi todas sus pruebas en el Lansdowne Road y fue eliminada por los Wallabies; eventuales campeones.
| Mundial                       | Sede       | Resultado        | Pruebas | Victorias | Derrotas |
| ----------------------------- | ---------- | ---------------- | ------- | --------- | -------- |
| Copa Mundial de Rugby de 1991 | Inglaterra | Cuartos de final | 4       | 2         | 2        |

## Palmarés
- Campeón del Torneo de las Seis Naciones de 1982 y 1985.